# رولف روباخ
رولف روباخ (نروژی: Rolf Robach; ۶ دسامبر ۱۸۸۵ – ۱۰ ژوئن ۱۹۶۳) ژیمناست هنری اهل نروژ بود.